# Lahden kisapuisto
Lahden kisapuisto – stadion w fińskim Lahti otwarty w 1952 roku o pojemności 4 847 widzów.
Na obiekcie odbyły się trzy mecze igrzysk olimpijskich w 1952:
- Francja 1:2 Polska (15 lipca 1952)
- Luksemburg 5:3 Wielka Brytania (16 lipca 1952)
- Turcja 2:1 Antyle Holenderskie (21 lipca 1952).

20 sierpnia 1986 reprezentacja Finlandii wygrała na tym stadionie 1:0 z NRD.